# あの夏を探して
「あの夏を探して」（あのなつをさがして）は、日本のバンドTUBEの22枚目のシングルである。1995年7月10日発売。発売元はソニー・ミュージックレコーズ。

## 概要
- 前作から3ヶ月ぶりとなるシングル。
- 表題曲は、ドラマ『100億の男』の主題歌に起用された。
- オリコン・シングルチャートに初登場した1995年7月24日付の1位はB'zの「love me, I love you」で、現在の所ビーイング系アーティストがシングルチャートで1位(B'z)・2位（TUBE)を独占した最後の作品である。
- PVは販促用に制作されたものと、PV集に収録されたものがそれぞれ存在する。
- 1996年発売のベストアルバム『TUBEst II』に収録されたものは、ラストに波の音が追加されており、次曲と繋がっている。シングル・ヴァージョンは2025年発売のベストアルバム『All Singles TUBEst -Blue-』にて初めて収録された。
- カップリング曲の「君にSorry」は本作のCDが廃盤になって以降、長い間アルバム未収録で入手困難な状況が続いたが、2025年7月19日に各配信サイトでのダウンロード配信及びサブスクリプション配信が開始された[1]。

## 収録曲
| 全作詞: 前田亘輝、全作曲: 春畑道哉、全編曲: TUBE。 |                                       |          |            |      |
| #                                                  | タイトル                              | 作詞     | 作曲・編曲 | 時間 |
| 1.                                                 | 「あの夏を探して」                    | 前田亘輝 | 春畑道哉   | 4:13 |
| 2.                                                 | 「君にSorry」                         | 前田亘輝 | 春畑道哉   | 4:27 |
| 3.                                                 | 「あの夏を探して (Original Karaoke)」 | 前田亘輝 | 春畑道哉   | 4:13 |
| 合計時間:                                          | 合計時間:                             | 12:53    |            |      |

## 収録アルバム
- TUBEst II (#1、波音が追加されているアルバムバージョン)
- 35年で35曲 “夏と恋” ～夏の数だけ恋したけど～（#1、リミックス）
- All Singles TUBEst -Blue- (#1)

## タイアップ
あの夏を探して
- フジテレビ系ドラマ『100億の男』主題歌

君にSorry
- 東京スクールオブビジネスCMソング
- 東京観光専門学校CMソング
- 東京ビジュアルアーツCMソング

## 参加ミュージシャン
- 生沢佑一（TWINZER）：コーラス
- 中尾昌文：マニピュレート
- 古川真一：コーラス